# Campeonato de Futebol do Vaticano
O Campeonato de Futebol da Cidade do Vaticano (em italiano: Campionato della Città del Vaticano) é a principal liga esportiva do Vaticano. Fundada em 1972 como Taça da Amizade (Coppa Amicizia), é disputada anualmente entre equipes amadoras de trabalhadores, que representam vários departamentos e órgãos da cidade. As equipes estão autorizadas a colocar um jogador externo de times amadores italianos para jogar como goleiro. combinados para formar a Seleção Vaticana para raros amistosos. A Associação de Futebol do Vaticano, Federazione Vaticanese Giuoco Calcio, não é membro da FIFA e é supervisionada pelo seu presidente Domenico Regards desde maio de 2014.
Todas as partidas são realizadas atualmente no complexo da Associazione Polisportiva La Salle, no oeste de Roma, embora o maior Campo Cardinale Francis Joseph Spellman tenha servido de residência até recentemente. A liga tem status de amadora, com jogos e treinos ocorrendo fora do horário de trabalho. As partidas acontecem às segundas e terças-feiras. Equipamentos e uniformes são ocasionalmente doados por organizações e benfeitores, sendo os déficits cobertos pelo governo do Vaticano. A liga acontece de outubro a maio de cada ano, com uma pausa entre os meses de dezembro e janeiro.

## História
O primeiro futebol organizado ocorreu no Vaticano em 1947, quando foi realizada uma liga de quatro times. A final daquele ano foi disputada entre Pontifical Villas e Fabbrica di San Pietro. A liga foi suspensa logo após a criação devido à forte competitividade. Apenas jogos amistosos foram permitidos nas duas décadas seguintes, até que outra liga foi reformada em 1966. Sete times competiram durante a primeira temporada com funcionários do L’Osservatore Romano, o jornal do Vaticano, conquistando o primeiro campeonato. A liga atual foi fundada como Coppa Amicizia, mais tarde renomeada Campionato della Citta Vaticano, por Sergio Valci, ex-presidente da FA e funcionário da saúde do Vaticano até sua morte em 2012.
Uma taça secundária conhecida como Coppa ACDV foi criada em 1985. Foi renomeada como Coppa Sergio Valci em 1994. A Supercoppa do Vaticano começou em 2005 e vê o vencedor do Campionato della Citta Vaticano enfrentar os vencedores da Coppa ACDV.

## Campeões
| Ano                             | Campeão                       |
| ------------------------------- | ----------------------------- |
| Coppa Amicizia                  |                               |
| 1973                            | Osservatore Romano            |
| 1974                            | Governatorato                 |
| 1975–1978                       | não houve                     |
| 1979                            | Astor Osservatore Romano      |
| 1980                            | não houve                     |
| Campionato della Citta Vaticano |                               |
| 1981                            | Malepeggio Edilizia           |
| 1982                            | Hercules Biblioteca           |
| 1983                            | SS Hermes                     |
| 1984                            | Virtus Vigilanza              |
| 1985                            | Teleposte                     |
| 1986                            | Teleposte                     |
| 1987                            | Tipografia Osservatore Romano |

| Ano       | Campeão                          |
| --------- | -------------------------------- |
| 1988      | Servici Tecnici                  |
| 1989      | Associazione S.S. Pietro e Paolo |
| 1990      | Dirseco                          |
| 1991      | Dirseco                          |
| 1992      | Associazione S.S. Pietro e Paolo |
| 1993      | Dirseco                          |
| 1994      | Dirseco                          |
| 1995      | Dirseco                          |
| 1996–2000 | não houve                        |
| 2001      | Associazione S.S. Pietro e Paolo |
| 2002–2004 | não houve                        |
| 2005      | Galacticos Musei Vaticani        |
| 2006      | AS Cirioni                       |
| 2007      | AS Cirioni                       |

| Ano     | Campeão                          |
| ------- | -------------------------------- |
| 2008    | Associazione S.S. Pietro e Paolo |
| 2009    | Gendarmeria                      |
| 2010    | Dirseco                          |
| 2011    | Dirseco                          |
| 2012    | Dirseco                          |
| 2013    | San Pietro Team                  |
| 2014    | San Pietro Team                  |
| 2015    | Musei Vaticani                   |
| 2016    | Musei Vaticani                   |
| 2017    | Santos                           |
| 2018    | Rappresentativa OPBG             |
| 2019    | Rappresentativa OPBG             |
| 2020-21 | não houve                        |
| 2022    | Rappresentativa OPBG             |
| 2023    | Rappresentativa OPBG             |

Nota
1. ↑  Posteriormente denominado Musei Vaticani
2. ↑  Posteriormente denominado Gendarmeria

## Ex-jogadores e treinadores notáveis
- Gabriele Giordano Caccia - Núncio Apostólico no Líbano[5]
- / Dino da Costa - ex-jogador-internacional italiano[5]